# Phrynidius echinus
Phrynidius echinus är en skalbaggsart som beskrevs av Bates 1880. Phrynidius echinus ingår i släktet Phrynidius och familjen långhorningar.
Artens utbredningsområde är:
- Guatemala.
- Honduras.
- Panama.

Inga underarter finns listade i Catalogue of Life.